# Galeria de Prefeitos de Cumaru, Pernambuco
O município foi emancipado através da lei estadual nº 4.986, datada de 20 de dezembro de 1963 (data em que se comemora seu aniversário), sendo instalado a 28 de junho de 1964. Sua denominação anterior era Malhadinha. 
A seguir, apresenta-se uma lista dos prefeitos que administraram o município de Cumaru, no estado de Pernambuco, desde sua emancipação política em 1964:
O cargo de prefeito foi criado em 11 de abril de 1835, pela assembleia provincial paulista, em reação aos amplos poderes conferidos pelo Código de Processo Criminal de 1832 às câmaras municipais. Seguiram o exemplo paulista seis províncias do nordeste brasileiro (Alagoas, Ceará, Maranhão, Paraíba, Pernambuco e Sergipe).
Sob a vigente ordem constitucional, essa designação é dada ao funcionário público do Poder Executivo municipal, que exerce seu cargo em função de uma legislatura (mandato), sendo para tanto eleito a cada quatro anos, podendo ser reeleito por mais 4 anos (segundo mandato).
Funções
O poder executivo municipal chefia a administração e comanda os serviços públicos, tendo como comandante o prefeito.
A partir da constituição brasileira de 1934, o cargo de prefeito passou a ser o único, em todo o Brasil, ao qual estão atribuídas as funções de chefe do poder executivo do governo local, em simetria aos chefes dos executivos da União e do estado, portanto, em forma monocrática. Este texto quer dizer que deverá haver harmonia e integração de ação entre as esferas envolvidas sem a intervenção de uma na outra, exceto nos casos previstos na Constituição Federal.
Eleições
O prefeito é eleito por sufrágio universal, secreto, direto, em pleito simultâneo em todo o País, realizado a cada quatro anos, no primeiro domingo de outubro.
E trinta dias após tem lugar o segundo turno, se o eleito em primeiro lugar não atingir 50% dos votos válidos mais um voto, no caso de municípios com mais de duzentos mil eleitores.
Conforme a legislação eleitoral atual no Brasil para tornar-se elegível, exige-se uma série de requisitos;
- Possuir nacionalidade brasileira ou portuguesa (neste caso, o cidadão português deve se encontrar amparado pelo Estatuto de Igualdade entre Portugueses e Brasileiros),
- Título de eleitor em dia e estar em gozo pleno do exercício dos direitos políticos,
- Domicilio eleitoral na circunscrição na qual o candidato se apresenta,
- Filiação partidária,
- Ser alfabetizado (tópico invalidado pela atual constituição brasileira de 1988),
- Desincompatibilização de cargo público — Se ocupa um cargo público deve sair seis meses antes das eleições e voltar caso possa só após seis meses ao pleito eleitoral,
- Renúncia de outro mandado até seis meses antes do pleito e não ser parente afim ou consangüíneo, até segundo grau, ou cônjuge de titular de cargo eletivo; pode, entretanto, ser candidato à reeleição (artigo 14 da Constituição),
- Ter idade mínima de 21 anos.

| Prefeito(a)                        | Foto Oficial dos Prefeitos | Período               | Partido                                                                      | Notas |
| ---------------------------------- | -------------------------- | --------------------- | ---------------------------------------------------------------------------- | --- |
| Osório Ferreira dos Santos         |                            | 1964-1965             | Aliança Renovadora Nacional ARENA                                            | Primeiro prefeito após a emancipação do município.                                                                                  |
| João de Moura Borba                |                            | 1966-1969             | Aliança Renovadora Nacional ARENA                                            | Segundo prefeito do Muncípio de Cumaru.                                                                                             |
| João Lucena de Vasconcelos         |                            | 1970-1974             | Aliança Renovadora Nacional ARENA                                            | Terceiro prefeito do Muncípio de Cumaru (Primeiro mandato).                                                                         |
| Severino Francisco da Costa        |                            | 1975-1976             | Movimento Democrático Brasileiro MDB                                         | Quarto prefeito do Muncípio de Cumaru.                                                                                              |
| João Lucena de Vasconcelos         |                            | 1977-1982             | Aliança Renovadora Nacional ARENA                                            | Quinto prefeito do Muncípio de Cumaru (Segundo mandato).                                                                            |
| Vicente Venâncio Gonçalves de Lima |                            | 1983-1988             | Partido do Movimento Democrático Brasileiro PMDB                             | Sexto prefeito do Muncípio de Cumaru (Primeiro mandato) (Faleceu em 2013 aos 74 anos).                                              |
| José Américo Barbosa de Medeiros   |                            | 1989-1992             | Partido Democrático Social PDS                                               | Setimo prefeito do Muncípio de Cumaru.(Conhecido como Dr. Zé Américo. Faleceu em 2022 aos 86 anos.)                                 |
| Vicente Venâncio Gonçalves de Lima |                            | 1993-1996             | Partido do Movimento Democrático Brasileiro PMDB                             | Oitavo prefeito do Muncípio de Cumaru (Segundo mandato) (Faleceu em 2013 aos 74 anos).                                              |
| Eduardo Tabosa Gonçalves Júnior    |                            | 1997-2000 / 2001-2004 | Partido da Frente Liberal PFL                                                | Nono prefeito do Muncípio de Cumaru. (Eleito ao primeiro e reeleito ao segundo mandato).                                            |
| Roosevelt Gonçalves de Lima        |                            | 2005-2008             | Progressistas PP                                                             | Décimo prefeito do Muncípio de Cumaru (Faleceu em 2017 aos 76 anos).                                                                |
| Eduardo Tabosa Gonçalves Júnior    |                            | 2009-2012 / 2013-2016 | Partido Social Democrático PSD                                               | Décimo primeiro prefeito do Muncípio de Cumaru (Reeleito ao terceiro e quarto mandato).                                             |
| Mariana Mendes de Medeiros         |                            | 2017-2020 / 2021-2024 | (Partido Trabalhista Cristão - PTC 2017-2020) (Progressistas - PP 2021-2024) | Décima segunda prefeito do Muncípio de Cumaru (Primeira mulher a assumir a prefeitura de Cumaru), Reeleita para um segundo mandato. |
| Maria Zeneide Medeiros Da Costa    |                            | 2025-Atual            | Partido Socialista Brasileiro PSB                                            | Décima terceira prefeito do Muncípio de Cumaru (Eleita com 56,18% dos votos nas eleições de 2024).                                  |